# Destination okänd
Destination okänd är en dokusåpa där en svensk familj får resa till en okänd destination där de tillbringar två veckor med urbefolkningen, till exempel Nya Zeeland, Marocko, Tonga i Söderhavet eller i djungeln i Brasilien. Tanken med serien är att familjen ska få nya insikter om sitt liv när de utsätts för kulturkrockar och språkbariärer. De bor och lever precis på samma sätt som lokalbefolkningen och sina värdfamiljer.
Programformatet, som i original heter "Worlds apart", är efter amerikansk förlaga och sändes på National Geographic Channel. Sverige var det andra produktionslandet som producerade en egen version.
Programmet började sändas på svenska TV3 den 20 december 2005 och producerades av Meter Film & Television.
Destination okänd är även titeln på en detektivroman av Agatha Christie.